# Biophida notatithorax bredoi
Biophida notatithorax bredoi es una subespecie de coleóptero de la familia Scraptiidae.

## Distribución geográfica
Habita en la República Democrática del Congo.